# Futurama

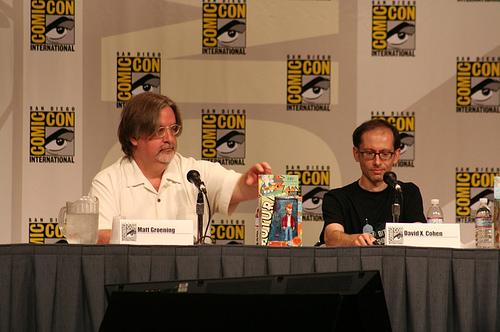
Twórcy Futuramy: Matt Groening (z lewej) i David X. Cohen

Futurama – amerykański serial animowany stworzony przez Matta Groeninga, autora serialu Simpsonowie. Nadawany w latach 1999–2003 dla stacji Fox Broadcasting Company. W Polsce ukazywał się na antenie TV4 także pod tytułem Przygody Frya w kosmosie. Obecnie, pod oryginalnym tytułem na Comedy Central.
W roku 2007 wznowiono produkcję Futuramy w formie czterech filmów pełnometrażowych, z których pierwszy ukazał się na DVD 27 listopada 2007. Później planowane jest wydanie kolejnych 3 płyt DVD. Filmy zostały podzielone na 16 odcinków i wyemitowane na kanale Comedy Central.

## Fabuła

Alfabet obcych i jego łacińskie odpowiedniki.

Flaga Ziemi

Serial rozpoczyna się sceną, w której dostawca pizzy z Nowego Jorku Philip J. Fry przypadkowo, jak wydaje się na początku, został zamrożony w komorze kriogenicznej 31 grudnia 1999 roku. Bohater został odmrożony równo 1000 lat później – 31 grudnia 2999 roku – i znalazł się w mieście Nowy Nowy Jork, który powstał na gruzach Nowego Jorku. Po nim zostały ruiny w podziemiach. Fry, próbując uniknąć przymusowej pracy jako kurier i implantacji chipu kariery, poznaje swoją przyszłą koleżankę Turangę Leelę, co kończy się etatem kuriera w małej firmie jego praprapra...pra-bratanka Huberta Farnswortha Planet Express, zajmującej się międzygalaktycznym transportem towarów. Serial opowiada przygody Frya, Leeli, robota Bendera i innych postaci, związane zarówno z lotami kosmicznymi, jak i z osobami głównych bohaterów.
Fabuła zawiera bardzo wiele odnośników do XX wieku – fantastyki, literatury oraz kina.

## Postacie
- Philip J. Fry – główny bohater serialu, niezbyt inteligentny dostawca pizzy, który przypadkiem przenosi się w przyszłość
- Turanga Leela – jednooka mutantka, w pilotowym odcinku pracująca w biurze przydzielania zawodów, późniejsza kapitan statku kosmicznego Planet Express
- Bender Bending Rodriguez – ordynarny, uzależniony od alkoholu robot zginający (czasem można usłyszeć u niego parę przekleństw i słowa: alkohol, impra itp.), czasem lubi podrywać panny roboty i przepada za serialem „Moda na spięcie” (jest to spin „Mody na sukces”)
- Profesor Hubert Farnsworth – naukowiec, jedyny żyjący krewniak Frya, założyciel firmy kurierskiej „Planet Express”
- Hermes Conrad – jamajski biurokrata, mistrz limbo, dyscypliny polegającej na przechodzeniu pod jak najniżej zawieszoną tyczką
- Doktor John A. Zoidberg – członek krabopodobnej rasy, lekarz nieznający podstaw ludzkiej anatomii
- Amy Wong – córka niezwykle bogatego małżeństwa (posiadaczy połowy Marsa). W drugim odcinku (w jej pierwszym wystąpieniu) profesor mówi, że zatrudnił ją dlatego, gdyż mają tę samą grupę krwi.

Razem z nimi główny bohater zaciąga się do pracy u profesora Farnswortha w międzyplanetarnej firmie kurierskiej (sam Fry otrzymuje funkcję dostarczyciela przesyłek). Przyszłość w Futuramie różni się od czasów współczesnych głównie poziomem technologicznym życia. Mentalność i problemy ludzi (a również nieprzeciętnie inteligentnych robotów oraz przedstawicieli innych ras) są bardzo zbliżone do realiów schyłku XX wieku.
W kolejnych epizodach serialu pojawia się także dużo postaci drugoplanowych, które często odgrywają znaczące role:
- Zapp Brannigan – kapitan wojskowego okrętu kosmicznego Nimbus. Jest prawdopodobnie najgorszym kapitanem w historii, ma na swoim koncie liczne porażki i wpadki, mimo to cieszy się ogólną i niezasłużoną sławą. Brannigan jest też prostakiem i nieudolnym podrywaczem, a jego ulubionym obiektem zalotów jest Leela.
- Kif Kroker – pierwszy oficer Brannigana. Mały zielony kosmita. Jest dużo bardziej inteligentny niż jego przełożony, mimo to nigdy nie dostępuje żadnych zaszczytów. W późniejszych epizodach jest partnerem Amy Wong.
- Kalkulon – robot, aktor telewizyjny. Jest głównym bohaterem tasiemcowego serialu „Wszystkie moje obwody”. Kalkulon jest stereotypowym „aktorzyną”.
- Gryzak (Nibbler) – pojawia się w wielu odcinkach, lecz tylko w kilku gra kluczowe role. Gryzak jest małym kosmitą, którego Leela zaadoptowała jako domowe zwierzątko. W rzeczywistości Gryzak jest przedstawicielem niezwykle starej i potężnej rasy, która pilnuje, by Wszechświat nie uległ zagładzie.
- Obdartus – woźny w firmie profesora Farnswortha. Nie rzuca się w oczy, stąd też niektórzy przez lata nie wiedzą, kim jest. Na pytanie, co tu robi, odpowiada zawsze znudzony: „I’m Scruffy... the janitor” – „Jestem Obdartus, cieć...”.
- Richard Nixon – żyjący jako głowa w słoiku. W czasie serialu Nixon wygrywa wybory na prezydenta świata.
- Mama – właścicielka wielkiej i wielobranżowej korporacji MomCorp. Bezwzględna i żądna władzy. Przed laty miała romans z profesorem Farnsworthem.
- Morbo – kosmita pracujący jako spiker telewizyjny. Jego wygląd bardzo przypomina wyobrażenia o kosmitach z lat 50. XX wieku. Morbo często grozi zniszczeniem całej ludzkości i utrzymuje, że jest tylko szpiegiem, który ma przygotować teren pod inwazję swoich pobratymców. Jest zaprzyjaźniony z głową Richarda Nixona.
- Lrrr – kosmita. Władca planety Omikron Persei 8 (co podkreśla za każdym razem, gdy się przedstawia). Lrrr jest władcą raczej nieudolnym, choć stara się uchodzić za złowrogiego i brutalnego. Łatwo wpada w gniew, kilka razy grozi zniszczeniem Ziemi. Ma żonę Ndnd.
- Elzar – kosmita z Neptuna. Jest mistrzem kuchni, prowadzi własną, bardzo ekskluzywną restaurację.
- Gibuś (Flexo) – robot, który bardzo przypomina Bendera (różnią się tylko tym, że Gibuś ma bródkę). Gibuś również jest robotem, którego zaprogramowano do zginania.
- Robot Santa – robot, który pełni funkcję Świętego Mikołaja. Wskutek błędu w kodzie uznaje wszystkich (poza doktorem Zoidbergiem) za niegrzecznych i w ramach kary usiłuje ich zabić.
- Kwanzaa Bot – pełni podobną funkcję co Robot Santa, lecz jego domeną jest religia Kwanzaa. Kwanzaa Bot sam nie rozumie na czym polega Kwanzaa, nie przeszkadza mu to jednak rozwozić dzieciom podręczników Kwanzaa.
- Blaszany Tim – mechaniczny odpowiednik Olivera Twista. Zamiast jednej ręki ma drewnianą kulę. Blaszany Tim uwielbia Bendera, który wykorzystuje każdą okazję by uszkodzić małego. Tim jest zaprogramowany do sprzedawania lemoniady z oleju.
- Robomafia – mafia składająca się z trzech robotów: Donbota (lidera całej „siatki”), Clampsa (psychicznego i nadpobudliwego robota chcącego uszkodzić każdego swoimi mechanicznymi szczypcami) oraz Joeya Mousepada (niezbyt inteligentnego robota od czarnej roboty).
- Al Gore – w postaci głowy w słoiku. Al Gore pojawia się także kilkukrotnie w ludzkiej postaci, gdy akcja serialu ma miejsce w XX i XXI wieku. W wieku XXXI Al Gore jest imperatorem Księżyca.
- Dwight Conrad – syn Hermesa.
- Labarbara Conrad – żona Hermesa.
- Cubert Farnsworth – klon profesora Farnswortha. Ma 12 lat.
- Michelle – była dziewczyna Frya, z którą był w XX wieku. Pojawia się także dwa razy w XXXI wieku, raz w odcinku The Cryonic Woman, raz na pogrzebie Frya.
- Sal – człowiek od wszystkiego. Występuje w wielu odcinkach zawsze wykonując jakąś brudną i ciężką pracę. Istnieje możliwość, że Salów jest więcej i wszyscy są klonami jednego człowieka. Twórcy Futuramy nie są sami pewni czy Sal jest jeden czy jest ich wielu.
- Hypnoropucha – wielka ropucha z pulsującymi ślepiami, które emitują głośny, złowieszczy odgłos przypominający bzyczenie. Potrafi zahipnotyzować dowolną żywą istotę lub grupę istot. Po raz pierwszy pojawia się w odcinku „The Day the Earth Stood Stupid”.
- Jenny McNeal – bohaterka serialu Single Female Lawyer (w wersji Viva Polska: Samotna biała prawniczka) z 1999 roku. Ostatni odcinek sezonu tego serialu został przerwany przez Frya (podczas dowozu pizzy wylał piwo na zasilanie), przez co mieszkańcy Omicrona Perseusza 8 zaatakowali Ziemię w 3000 roku (fale elektromagnetyczne lecą tam 1000 lat) i postawili ultimatum: jeśli nie wyemitują odcinka, to podniosą temperaturę o milion stopni dziennie. W rolę Jenny wcieliła się Leela.

Poszczególne odcinki serialu nie są ściśle połączone ze sobą, aczkolwiek przez cały czas przewija się kilka wątków dotyczących postaci, jak choćby niespełniona miłość Frya do Leeli, czy pochodzenie tej ostatniej.

## Emisje
Jako pierwsza w Polsce serial emitowała stacja TV4 (jako Przygody Frya w kosmosie) od 2000 roku i spotkało się to z krytyką wielu środowisk, ponieważ emisja odbywała się w godzinach przedpołudniowych co uznano za bardzo nieodpowiednie dla dzieci. Po karze finansowej od KRRiT, emisję przesunięto na późniejsze godziny. Futurama była także emitowana przez Sci-Fi Channel i od 28 listopada 2009 roku przez Universal Channel. W 2010 roku przywrócona została emisja serialu na kanale Comedy Central.Od 17 lipca serial jest emitowany przez kanał VIVA Polska w wersji z autorskim dubbingiem. 28 września 2012 roku serial niespodziewanie został zawieszony z niewyjaśnionych przyczyn. Od 2 listopada serial jest nadawany na kanale Comedy Central Polska. Od 25 lutego 2013 serial jest emitowany na kanale MTV Polska. Comedy Central ujawniło, że 10 sezon będzie ostatnim i nie planuje się dalszych odcinków – finalny został wyemitowany 4 września 2013 roku. Disney + wykupiło prawa do tytułu, wznawiając jego realizację po 10 latach. Premierowy odcinek 11 sezonu został opublikowany w Polsce 24 lipca 2023 r. Od 29 lipca 2024 r. na platformie Disney + emitowany jest sezon 12, po jednym odcinku tygodniowo.

## Planet Express
Planet Express – firma kurierska, która dla jej właściciela profesora Farnswortha, jest źródłem finansowania swoich „badań” i „wynalazków”. Dewizą firmy (pojawiającą się w filmiku reklamowym) jest: Naszych kurierów możemy stracić, twoją przesyłkę – nie!.
Od czasu do czasu profesor mimochodem wspomina o poprzedniej załodze (lub załogach), które zginęły na posterunku. Na przykład w pierwszej scenie przyjmowania Frya do pracy wspomina się o poprzedniej załodze, która była jakoby pochłonięta przez kosmiczną osę. W odcinku «The Sting» załoga Frya wysłana jest z zadaniem, przy którym zginęła poprzednia załoga; znajdują statek, którego załogę, gdy próbowała zbierać kosmiczny miód, zabiły gigantyczne kosmiczne pszczoły.
Statek kosmiczny Planet Express pilotuje dyplomowany kapitan Leela; Bender, choć nie ma zmysłu smaku, jest kucharzem, Fry – kurierem. Amy i doktor Zoidberg dołączają do załogi w razie potrzeby. Statek wyposażony jest w autopilota i komputer pokładowy mający sztuczną inteligencję. Praktycznie każde zlecenie, realizowane przez załogę na zlecenie profesora, grozi śmiercią lub bardzo szybko do niej prowadzi.
Wspomina się też jak przemieszcza się statek. Porusza się nie sam statek Planet Express, tylko wszechświat, a statek tymczasem pozostaje w tym samym miejscu.

## Miejsce akcji
Miejsce akcji serialu wykorzystane jest jako tło dla humoru i satyry na współczesne społeczeństwo oraz dla parodiowania gatunku fantastyki naukowej.
Czasami dla osiągnięcia celu autorzy świadomie dopuszczają sprzeczności między odcinkami. Na przykład w jednym epizodzie mówi się, że globalne ocieplenie zniwelowała zima jądrowa, a akcja innego poświęcona jest problemowi globalnego ocieplenia.
Retrofuturystyczny świat Futuramy nie jest ani utopią, ani antyutopią. Świat przyszłości nie jest idealny, ludzie nadal stykają się z wieloma podstawowymi problemami XX wieku. Serialowa przyszłość bardzo podobna jest do teraźniejszości: ci sami politycy i osobistości wciąż żyją jako głowy w szklanych pojemnikach; telewizja pozostała głównym źródłem rozrywki; internet wciąż jest powolny i pełen pornografii oraz spamu, pozostał problem globalnego ocieplenia, biurokracji, alkoholizmu itd.
Problemy rasowe roku 3000 koncentrują się wokół stosunków między ludźmi, kosmitami i robotami. Na Ziemi szczególne miejsce zajmuje problem ogromnej liczby super-mądrych/super-bezużytecznych robotów (takich jak bezdomne roboty lub nastoletnie roboty-sieroty); są one zwykle leniwe, ordynarne i często nie chcą pomagać swoim twórcom-ludziom.
Mimo tego wszystkiego w świecie Futuramy znajdujemy szereg technologicznych innowacji wymyślonych do 3000 roku. Koło, niegdyś wykorzystywane do transportu, całkowicie wyparła technologia umożliwiająca latanie (szybowanie); w XXXI wieku nikt już nie wie, co to jest koło. Oprócz robotów, statków kosmicznych i latających budynków profesor Farnsworth prezentuje wiele nowych wynalazków takich jak „węchoskop”, automat „co-jeśli” i „parabox”. Wśród mniej przyjemnych innowacji XXXI wieku znajdują się „budki samobójstwa” (w pierwszym odcinku wspomina się, że działają od 2008 roku), Soylent-cola, do której dodaje się ludzkie ciała (nazwę zaczerpnięto z filmu fantastycznego Soylent Green), oraz napój energetyzujący Slurm, który wytwarzany jest z wydzielin ogromnego robaka (Sezon 2 Odcinek 04 – The Slurm Factory).

### Lingwistyka
Wszechświat Futuramy przepowiada również przyszłość lingwistyki. Z epizodu «A Clone of My Own» (oraz «Space Pilot 3000») wynika, że francuski jest już językiem martwym, a oficjalnym językiem Francuzów został angielski (we francuskiej wersji językiem martwym jest język niemiecki).
W napisach końcowych często pojawiają się dwa „kosmiczne” alfabety. Pierwszy jest zwykłą zamianą jeden do jednego liter alfabetu łacińskiego, drugi, trochę bardziej skomplikowany, korzysta z dodawania modulo. Te napisy są kolejnym elementem żartobliwej gry z fanami, którzy poświęcili czas na odkodowanie przekazu.

### Relacje międzygalaktyczne
Demokratyczne Ugrupowanie Planet (Democratic Order of Planets, DOOP) powstał w 2945 roku, po Drugiej Galaktycznej wojnie – jest to bezpośrednie odniesienie do powstania Organizacji Narodów Zjednoczonych w 1945 r. po II wojnie światowej. W jego skład wchodzi Ziemia i wiele innych planet. Mieszkańcy planety Omikron Perseusz VIII często wchodzą w konflikty z DOOP.
Logotyp DOOP jest ambigramem.
Pomimo istnienia DOOP wspólnota międzygalaktyczna jest słaba, wciąż pojawiają się wojny i najazdy (często słabo przygotowane) i potyczki z błahych powodów lub bez powodu (w slangu, doop – oznacza głupek, tępak)

### Matematyka i fizyka
Futurama nasycona jest odwołaniami do matematyki oraz innych nauk ścisłych głównie fizyki i informatyki np.:
- Bender często pije piwo „Olde Fortran”
- Kwestia „zmieniliście wynik mierząc go!” w odcinku „Luck of the Fryish” nawiązuje do zasady nieoznaczoności Heisenberga.
- W odcinku „I, Roommate” można zauważyć obrazek na ścianie, na którym widnieje fragment kodu programu w języku przypominającym BASIC nawiązujący do amerykańskiego zwrotu „Home, Sweet Home”:

```
10
 
HOME

20
 
SWEET

30
 
GOTO
 
10

```

- W tym samym odcinku numery mieszkań w bloku Bendera opisane są w kodzie binarnym
- W nawiedzonym zamku Bender wystraszył się pojawiającego się krwawego napisu 1010011010, co w systemie dziesiętnym jest liczbą 666.
- Wyłączane telefony komórkowe wydają odgłos identyczny z komunikatorami w Star Treku
- Pornografia dla robotów przedstawiana jest jako schematy obwodów elektronicznych.
- Na potrzeby odcinka „Prisoner of Benda” Ken Keeler, jeden z twórców Futuramy, stworzył i udowodnił twierdzenie matematyczne z teorii grup. Twierdzenie rozwiązywało problem powrotu do pierwotnej postaci po zamianie ciał (dwa mózgi nie mogą zamienić się dwa razy). Keeler udowodnił, że zamienione osoby mogą powrócić do swoich ciał, używając zaledwie dwóch pośredników[8]. W serialu twórcą tego genialnego równania był Słodki Clyde z Harlem Globetrotters (koszykarz-profesor).

## Goście specjalni
W dubbingu do serialu brało udział również wiele innych znanych postaci kina, muzyki, nauki, czy też polityki, grających w większości przypadków samych siebie, między innymi:
- Leonard Nimoy
- Pamela Anderson
- Claudia Schiffer
- John Goodman
- Conan O’Brien
- Al Gore
- Stephen Hawking
- Beck
- Coolio
- Lucy Liu
- Snoop Dogg
- Sigourney Weaver
- George Takei
- William Shatner
- Nichelle Nichols
- Sarah Silverman
- Craig Ferguson
- Buzz Aldrin
- Matt Groening

## Produkcja
Wyprodukowano dwanaście serii Futuramy (sezon 5 dostępny jest również jako 4 pełnometrażowe filmy), pierwsze pięć jest dostępnych na DVD zarówno w Europie, jak i w Ameryce. Po zakończeniu pracy nad serialem zajęto się produkcją filmów pełnometrażowych wydawanych na DVD. Premiera pierwszego z nich (Bender’s Big Score) nastąpiła w listopadzie 2007, następny Beast With A Billion Backs został wydany na początku lipca 2008, kolejny: „Bender’s Game” w listopadzie 2008, i ostatni jak dotąd 4 film: „Into the Wild Green Yonder” został wydany w lutym 2009 roku. Obecnie Matt Groening współtworzy także komiks Futurama (dwumiesięcznik) który zawiera nowe opowieści o bohaterach kreskówki.